# Edwin Gyimah
Edwin Gyimah (Sekondi-Takoradi, Ghana; 9 de marzo de 1991) es un futbolista ghanés. Juega de mediocampista y su actual equipo es el Bidvest Wits de la Premier Soccer League de Sudáfrica.

## Selección nacional
Ha sido internacional con la Selección de fútbol de Ghana en ocho ocasiones.

### Participaciones con la selección
| Torneo                         | Sede              | Resultado  |
| ------------------------------ | ----------------- | ---------- |
| Copa Africana de Naciones 2015 | Guinea Ecuatorial | Subcampeón |

## Clubes
| Club                  | País      | Año             |
| --------------------- | --------- | --------------- |
| Sekondi Hasaacas      | Ghana     | 2008 - 2010     |
| All Stars             | Ghana     | 2010 - 2011     |
| Supersport United     | Sudáfrica | 2011 - 2014     |
| Mpumalanga Black Aces | Sudáfrica | 2014 - 2015     |
| Orlando Pirates       | Sudáfrica | 2015 - 2016     |
| Helsingborgs IF       | Suecia    | 2017            |
| Bidvest Wits          | Sudáfrica | 2018 - Presente |

## Palmarés

### Campeonatos nacionales
| Título            | Club              | País      | Año     |
| ----------------- | ----------------- | --------- | ------- |
| Copa de Sudáfrica | Supersport United | Sudáfrica | 2011-12 |